# 常柴股份
常柴股份有限公司 （深交所：000570/200570，简称：苏常柴A/苏常柴B）是中国深圳证券交易所的一家上市公司，主营业务范围为普通机械制造业。
前身为「厚生制造机器厂」，由晚清末科秀才奚九如在1913年建立。1955年，厚生制造机器厂更名为「国营常州机器厂」，1964年變更为「常州柴油机厂」，1994年經股份改制成立现在的常柴股份有限公司。
2011年，该公司主营业务收入为3137504065.35元，公司净利润为52856879.07元，公司总资产为2870088394.73元。